# Tol (Einheit)
Tol, auch Tolon (hier nur als Zweitbegriff), war die kleinste Masseneinheit (Gewichtseinheit) und auch das kleinste Maß an der Küste der Koromandel.
- 1 Tol = 1/24 Seer

Die Maßkette war
- 480 Tol = 40 Seer = 8 Bis = 1 Man = ½ Candi/Candy

Als Gold- und Silbergewicht hatte das Maß
- in Bombay 1 Tol = 240,3 As (holländ.)
- in Surat 1 Tol = 252 2/3 As (holländ.)